# Бок, Владимир Георгиевич
Владимир Георгиевич Бок (1850—1899) — русский искусствовед, коптолог.

## Биография
После окончания естественного факультета университета в 1872 году был причислен к Министерству внутренних дел, а затем в 1874 г. к Министерству государственных имуществ. В 1877—1878 гг. принял участие в войне с Турцией в качестве уполномоченного от Общества попечения о раненых и больных воинах. В феврале — марте 1883 года командирован во временную коронационную комиссию. С ноября того же года назначен на должность директора Императорской Петергофской гранильной фабрики.
20 февраля 1886 года назначен в Эрмитаж на должность хранителя незадолго до этого образованного здесь отделения средних веков и эпохи Возрождения, 12 мая 1895 года назначен старшим хранителем. Работая в Эрмитаже, увлекся изучением христианского искусства. 10 сентября 1888 г. получил разрешение на командировку в Египет «на собственный счет», куда отправился вместе со своим коллегой по Эрмитажу известным египтологом В. С. Голенищевым. Эта командировка во многом определила основное направление дальнейших занятий ученого. Вернувшись из Египта в апреле 1889 года, Бок привез более 2 тыс. коптских тканей, бо́льшую часть из которых безвозмездно передал Эрмитажу. Этим даром были заложены основы коптской коллекции Эрмитажа. В сентябре-ноябре 1896 года Бок находился в заграничной командировке в Западной Европе с целью знакомства с крупнейшими европейскими музеями, принципами экспонирования памятников и налаживания личных контактов с коллегами.
1 октября 1897 года отправился во вторую командировку в Египет, получив от казны 5 тыс. р. на покупку памятников искусства и проведение раскопок. На эти деньги приобрел более 1,5 тыс. разнообразных памятников христианского и исламского периодов, отправив из Александрии в Одессу 26 ящиков с экспедиционными материалами. 1 мая 1898 года прибыл в Санкт-Петербург, где через несколько месяцев вместе с Я. И. Смирновым организовал в Эрмитаже (в северной половине Лоджий Рафаэля) выставку привезенных из экспедиции памятников, включавшую также фотографии, планы, рисунки христианских построек и музейных памятников. Это была первая в России выставка памятников коптского искусства и письменности. Помимо музейного собирательства Бок обладал обширной личной коллекцией, куда также входили памятники русского прикладного искусства (более 300 единиц, XVII—XIX вв.). Часть коптских вещей из личной коллекции Бока составили основу коптской коллекции ГМИИ, в том числе и собрание тканей (более 70), которые Бок преподнес 14 марта 1899 года в дар императору Николаю II. С апреля 1890 года состоял действительным членом императорского Археологического общества, с 1891 года выполнял обязанности хранителя музея этого общества.
Основные работы Бока посвящены проблемам христианского искусства. Он одним из первых указал, что изображения на коптских тканях могут иметь символический характер. Главный труд Бока, опубликованный посмертно, посвящен археологическим памятникам христианского Египта, подготовлен к печати Голенищевым и Смирновым. Особую ценность представляют описания Белого и Красного монастырей, некрополя Эль Багават, планы и фотографии к ним.

## Сочинения
- О коптском искусстве: коптские узорчатые ткани // Тр. VIII археол. съезда в Москве в 1890 г. М., 1897. Т. 3. C. 218—245.
- Poteries vernissees du Саuсаsе et de 1а Crimee // Memoires de 1а Societe Nationale de France. ХI Serie. VI (1895). Р 193—254.
- О коптском искусстве. Коптский бронзовый сосуд // Записки ИРАО. 1895. Т. VII. С. 230—246 (Новая серия).
- Мнимый эмалевый агнец на костяном окладе Миланского собора // Там же. 1896. Т. VIII. Вып. 3-4. С. 394—398.
- Материалы по археологии христианского Египта. СПб., 1901.